# Bruant nain
Emberiza pusilla
Espèce
Statut de conservation UICN

 LC  : Préoccupation mineure

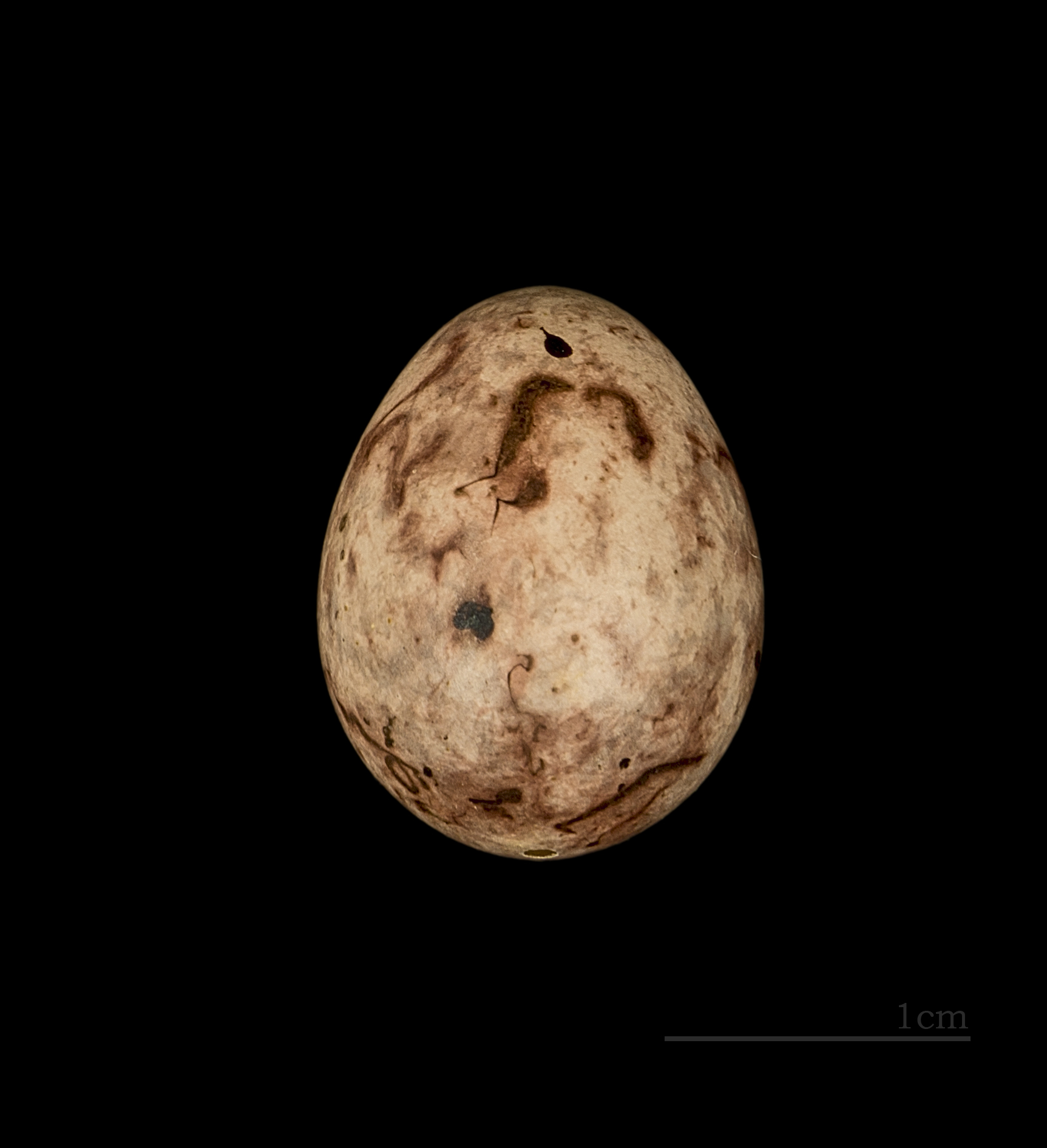
Œuf de Bruant nain MHNT

Le Bruant nain (Emberiza pusilla) est une espèce de passereau appartenant à la famille des Emberizidae.

## Historique et dénomination
L'espèce Emberiza pusilla a été décrite par le naturaliste allemand Peter Simon Pallas en 1776 .

## Répartition
Cet oiseau niche à travers le nord du paléarctique et en Manchourie ; il hiverne dans le nord-est du sous-continent indien, le nord de l'Indochine, le sud de la Chine et à Taïwan.